# Rosario Murillo
Pour les articles homonymes, voir Murillo.
Rosario Murillo Zambrana, née le 22 juin 1951 à Managua, est une poétesse, révolutionnaire sandiniste et femme d'État nicaraguayenne. Mariée au président Daniel Ortega depuis 2005, elle devient vice-présidente de la République le 10 janvier 2017 avant d'être nommée co-présidente de la République du Nicaragua le 30 janvier 2025 à la faveur d'une réforme constitutionnelle.

## Enfance
Rosario Murillo naît le 22 juin 1951 à Managua au sein d'une famille aisée. Ses parents l'envoient à l'âge de onze ans poursuivre sa scolarité au Royaume-Uni, où elle apprend l’anglais et le français. Lors de son retour au Nicaragua, ses parents la marient à Jorge Narváez. Elle a alors quinze ans.

## Jeunesse
En 1968, elle intègre la rédaction du journal La Prensa et travaille aux côtés de Pedro Joaquín Chamorro, fervent critique du régime somoziste, qui est assassiné en 1978.
Membre du Front sandiniste de libération nationale (FSLN) depuis 1969, elle participe à la fondation d'un mouvement clandestin d'artistes opposé à Somoza. En 1977, après avoir été incarcérée quelque temps, elle s'exile au Panama, au Venezuela et au Costa Rica.
Elle rencontre Daniel Ortega à la fin des années 1970 et partage sa vie depuis lors. Ils se marient en 2005.

## Carrière politique
Elle est députée à l'Assemblée nationale de 1984 à 1990, pendant le premier mandat de Daniel Ortega. Lorsque ce dernier est réélu à la présidence, elle est nommée porte-parole du gouvernement, fonction qu'elle occupe à partir du 10 janvier 2007.
Rosario Murillo est peu appréciée au sein des anciens membres du Front sandiniste de libération nationale, considérée comme « conflictuelle » et « manipulatrice ». Dora María Téllez, ancienne ministre de la Santé sandiniste, confirme qu'elle « a déjà purgé toute la vieille génération sandiniste ». 
Elle est élue vice-présidente de la République lors des élections générales du 6 novembre 2016, aux côtés de son mari, réélu au premier tour pour un troisième mandat consécutif. Elle prend ses fonctions le 10 janvier 2017.
En 2018, alors que des manifestations secouent le pays, et que son mari est accusé de dérive autoritaire afin de se maintenir au pouvoir, elle est la principale organisatrice de sa communication, dans un contexte où le système médiatique est cadenassé. Elle apparaît ainsi chaque jour sur les chaînes de télévision d'État afin de freiner la contestation, mêlant ses monologues de références bibliques et cosmiques. Elle traite notamment les protestataires de « vampires assoiffés de sang » et les accuse d'avoir « fabriqué » des morts tués par la police du régime (alors qu'Amnesty International en recense 320). Elle fait l'objet de sanctions du gouvernement américain depuis 2018.
En novembre 2021, Radio France internationale note qu'elle est la « véritable numéro un du pays pour de nombreux observateurs ».
Le couple est réélu lors de l'élection présidentielle de 2021. Le président américain Joe Biden qualifie le scrutin, joué d'avance et condamné par la communauté internationale, de « comédie ».
En janvier 2025, elle devient co-présidente de la République aux côtés de son mari, dans un contexte où la presse est muselée,.

## Famille
Rosario Murillo perd l'un de ses enfants lors du tremblement de terre de 1972. La douleur l'incite à écrire ses premiers poèmes peu après.
Elle rencontre Daniel Ortega à la fin des années 1970 et partage sa vie depuis lors, ils se marient en 2005. En février 1998, sa fille Zoilamérica Ortega Murillo accuse son beau-père d'avoir sexuellement abusé d'elle durant son enfance, à partir de 1978. La plainte est rejetée le 29 mai[Quand ?] par le juge d'instruction de Managua pour vice de forme. Zoilamérica Ortega Murillo s'est exilée au Costa Rica.
Les huit autres enfants de Rosario Murillo sont restés au Nicaragua. Ils détiennent tous le titre de conseiller présidentiel. Ils assurent le contrôle de la distribution du pétrole et du gaz avec la société Albanisa. Avec les bénéfices du pétrole, ils ont investi dans « l’hôtellerie, le bois, la sécurité, les énergies renouvelables ». La plupart d'entre eux dirigent des chaînes de télévision ou des agences de publicité. Selon un entrepreneur, « la fortune du clan est incalculable ». Toutefois, plusieurs témoignages indiquent qu'ils vivent dans « une sorte de prison dorée ». Ils doivent obtenir l'accord de Rosario Murillo pour chaque décision de leur vie,,.

## Œuvres (sélection)
- Gualtayán (1975)
- Sube a nacer conmigo (1977)
- Un deber de cantar (1981)
- Amar es combatir (antología) (1982)
- En espléndidas ciudades (1985)
- Las esperanzas misteriosas (1990)